# ديفيد أدجي
ديفيد أدجي (بالإنجليزية: David Adjei)‏ هو لاعب كرة قدم غاني في مركز الوسط، ولد في 3 مارس 1977 في أكرا في غانا. شارك مع منتخب غانا تحت 17 سنة لكرة القدم. أما مع النوادي، فقد لعب مع أتلتيكو مينيرو وبروناي دي بي إم إم ونادي كورينثيانز.